# Kanton Saintes-Est
Der Kanton Saintes-Est war von 1985 bis 2015 ein französischer Wahlkreis im Département Charente-Maritime und in der damaligen Region Poitou-Charentes. Sein Hauptort (chef-lieu) war Saintes im Arrondissement Saintes. Die landesweiten Änderungen in der Zusammensetzung der Kantone brachten im März 2015 seine Auflösung. Vertreter im conseil général des Départements war zuletzt für die Jahre 2008–2015 Jean-Yves Quéré (PS).

## Gemeinden
Der Kanton umfasste sechs Gemeinden und die östlichen Teile der Stadt Saintes (angegeben ist die Gesamteinwohnerzahl, im Kanton selbst lebten etwa 7000 Einwohner der Stadt):
| Gemeinde             | Einwohner Jahr | Fläche km² | Bevölkerungsdichte | Code INSEE | Postleitzahl |
| -------------------- | -------------- | ---------- | ------------------ | ---------- | ------------ |
| Chaniers             | 3.519 (2013)   | 26,53      | 133 Einw./km²      | 17086      | 17610        |
| La Chapelle-des-Pots | 983 (2013)     | 10,27      | 96 Einw./km²       | 17089      | 17100        |
| Colombiers           | 324 (2013)     | 7,14       | 45 Einw./km²       | 17115      | 17460        |
| Courcoury            | 703 (2013)     | 12,66      | 56 Einw./km²       | 17128      | 17100        |
| Les Gonds            | 1.609 (2013)   | 12,96      | 124 Einw./km²      | 17179      | 17100        |
| La Jard              | 369 (2013)     | 8,48       | 44 Einw./km²       | 17191      | 17460        |
| Saintes              | 25.601 (2013)  | –          | – Einw./km²        | 17415      | 17100        |